# Opferzahlen der Konzentrationslager Auschwitz

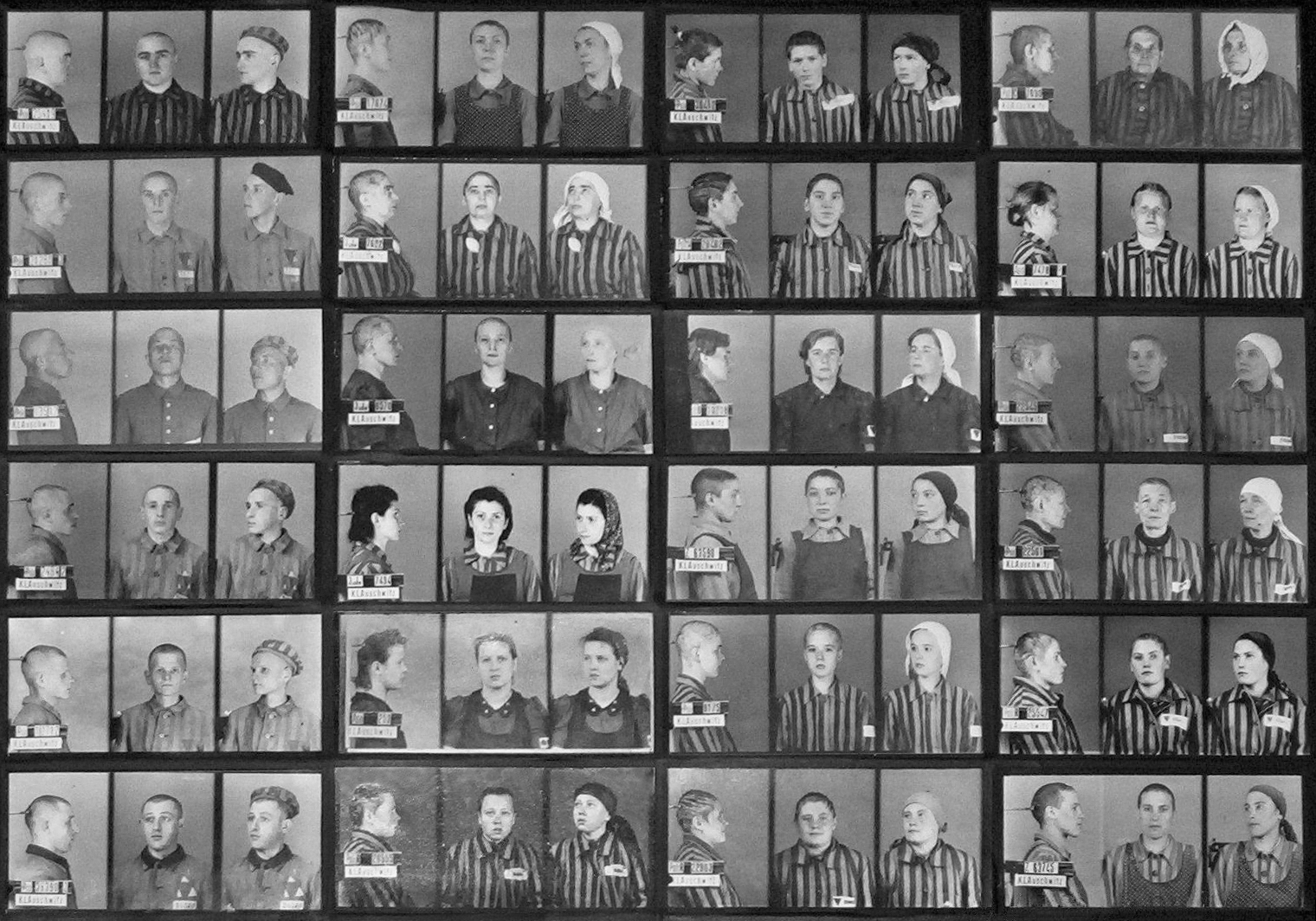
Häftlinge (Bildertafel 1)

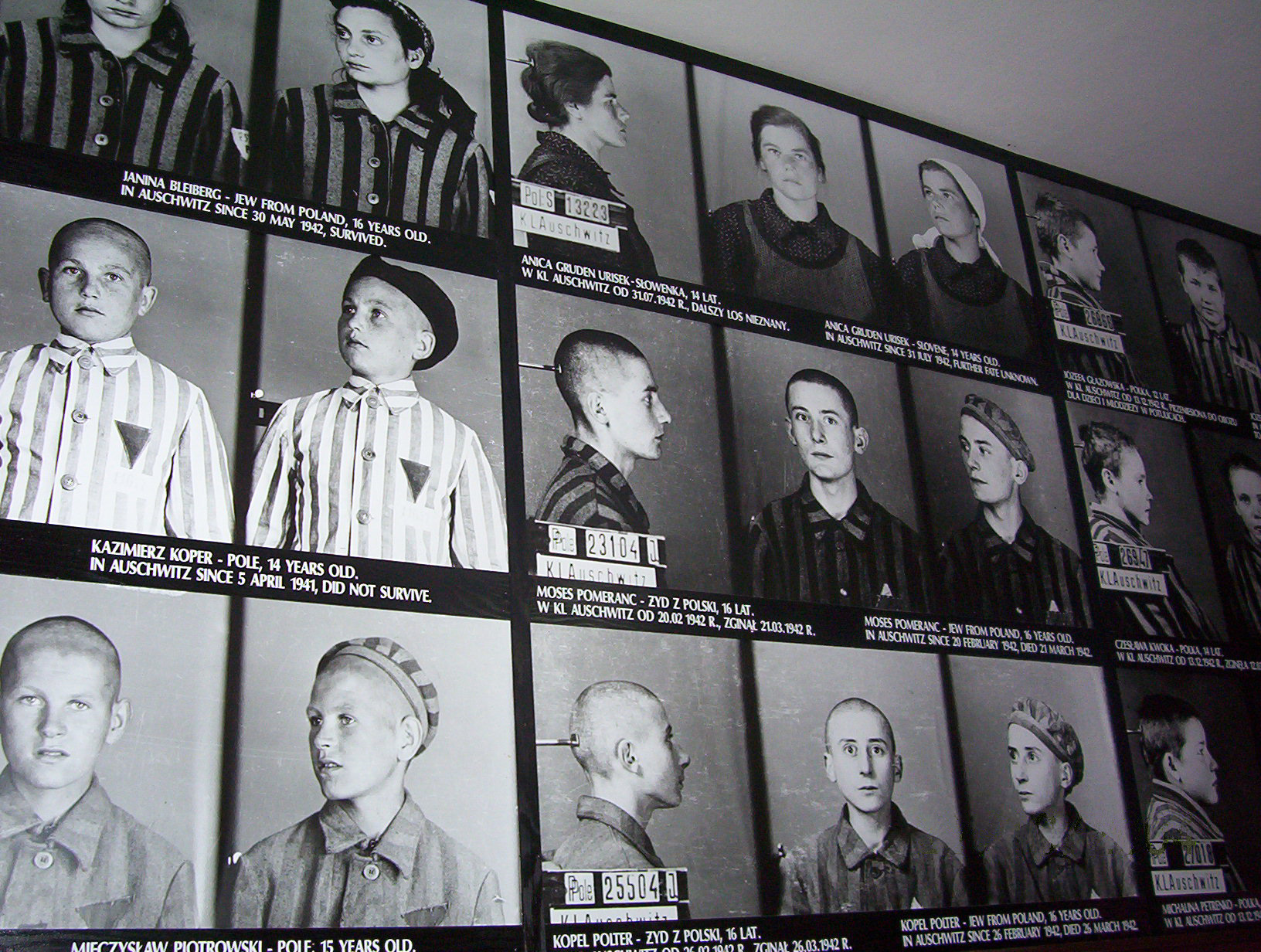
Häftlinge (Bildertafel 2)

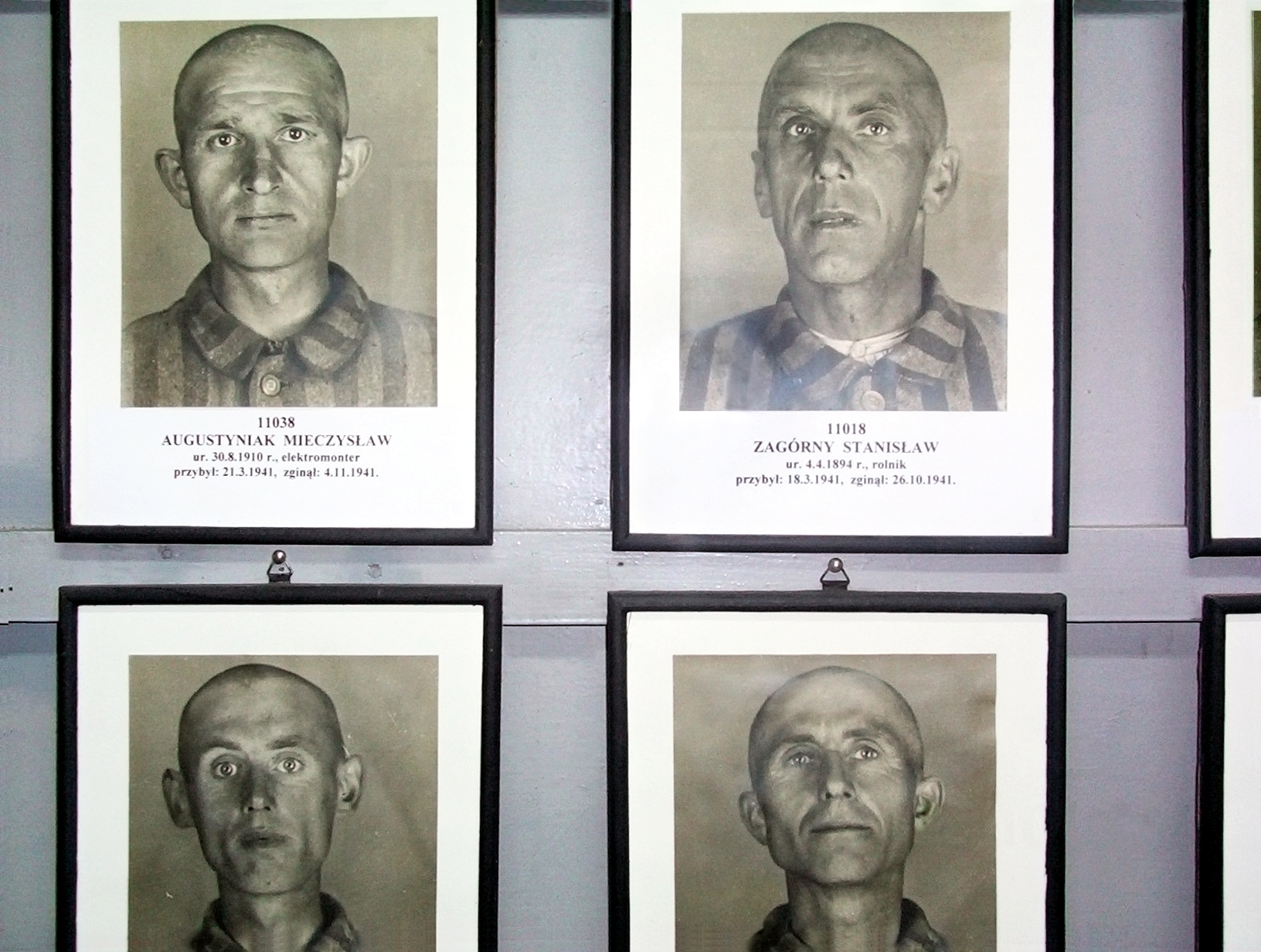
Häftlinge (Bildertafel 3)

In den Jahren 1940 bis 1945 wurden in die deutschen Konzentrationslager Auschwitz (Stammlager, Birkenau, Monowitz und deren Nebenlager) insgesamt ca. 1,3 Millionen Menschen deportiert, davon mindestens 1,1 Millionen Juden, 140.000 Polen, 20.000 Sinti und Roma sowie mehr als 10.000 sowjetische Kriegsgefangene und mehr als 10.000 Häftlinge anderer Nationalität. Knapp über 400.000 Häftlinge wurden registriert. Von den registrierten Häftlingen sind mehr als die Hälfte aufgrund der Arbeitsbedingungen, Hunger, Krankheiten, medizinischen Versuchen und Exekutionen gestorben. Unter den insgesamt ca. 1,1 Millionen Toten waren 960.000 Juden, von denen 865.000 direkt nach der Ankunft im Lager ermordet wurden.

#### Sterbebücher und Lagerlisten von Auschwitz

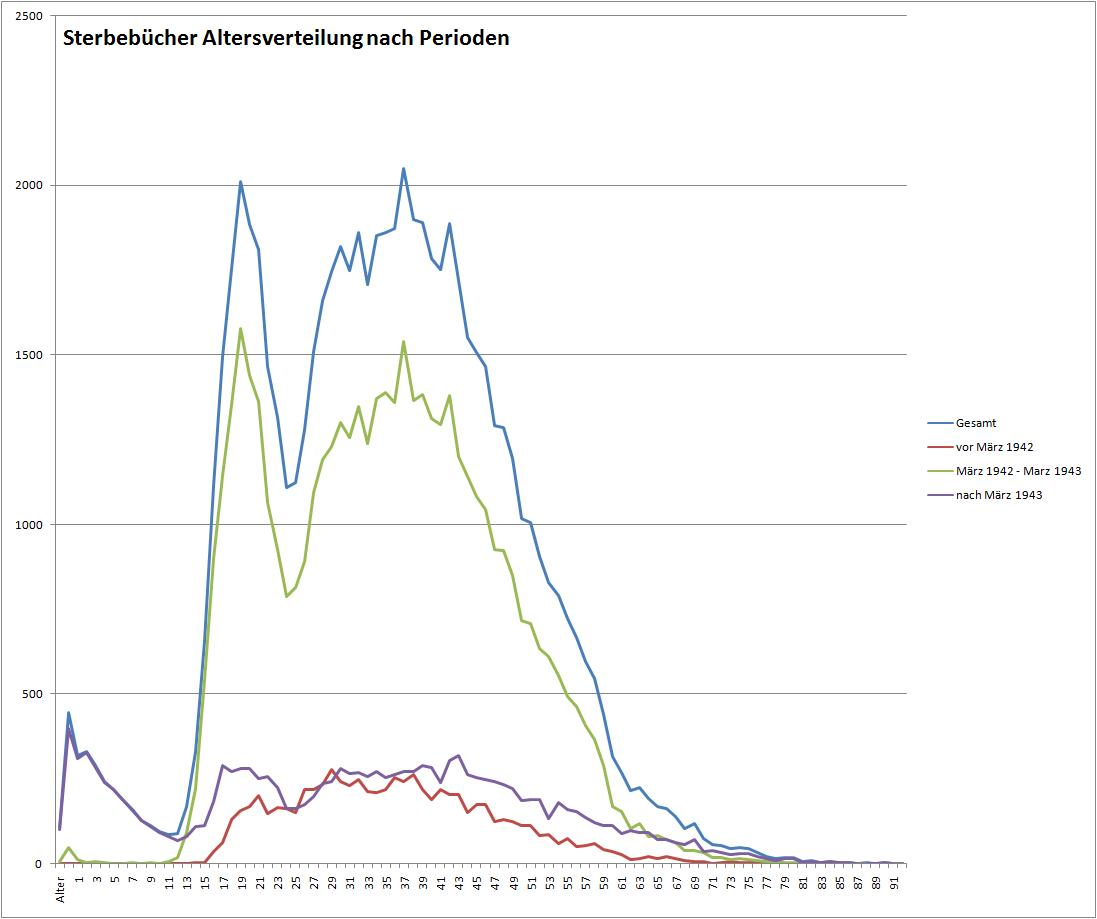
Daten der Sterbebücher: Altersverteilung nach Perioden

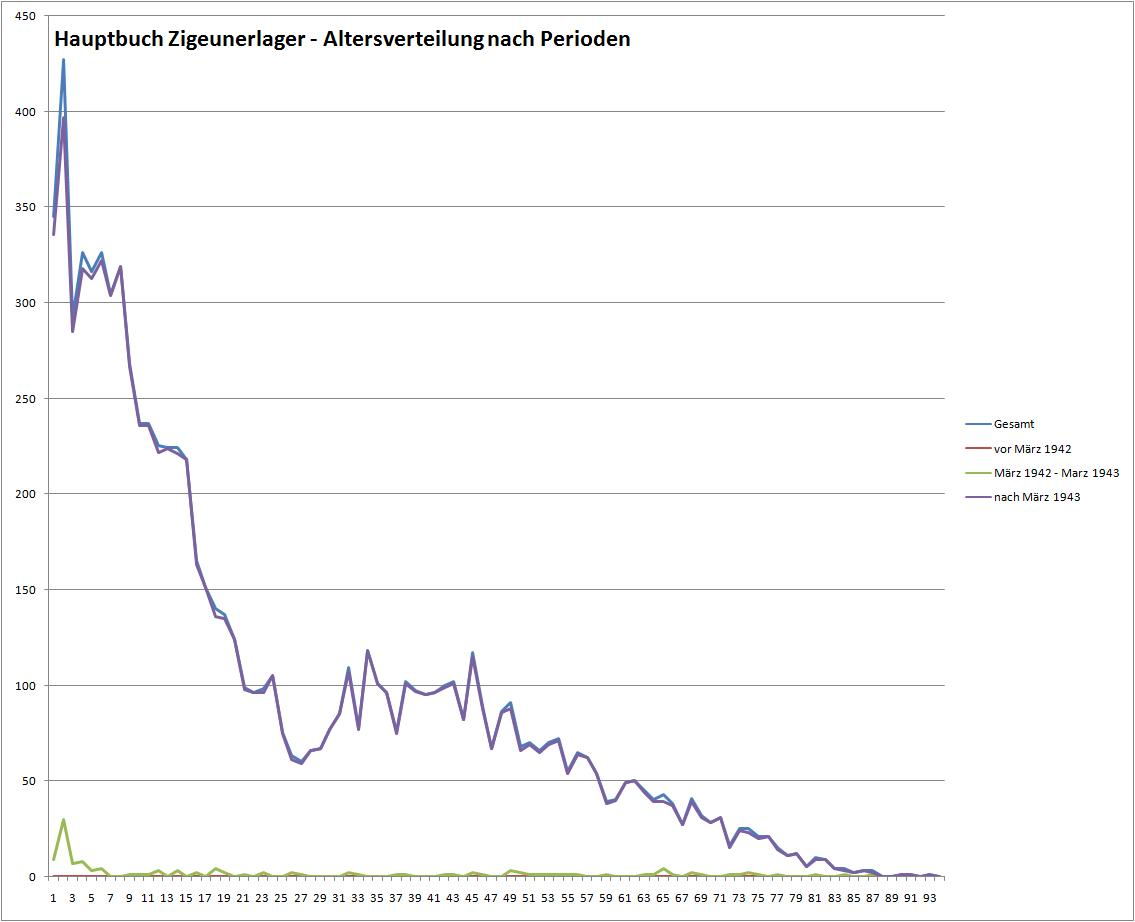
Daten des Zigeunerlagers: Altersverteilung nach Perioden

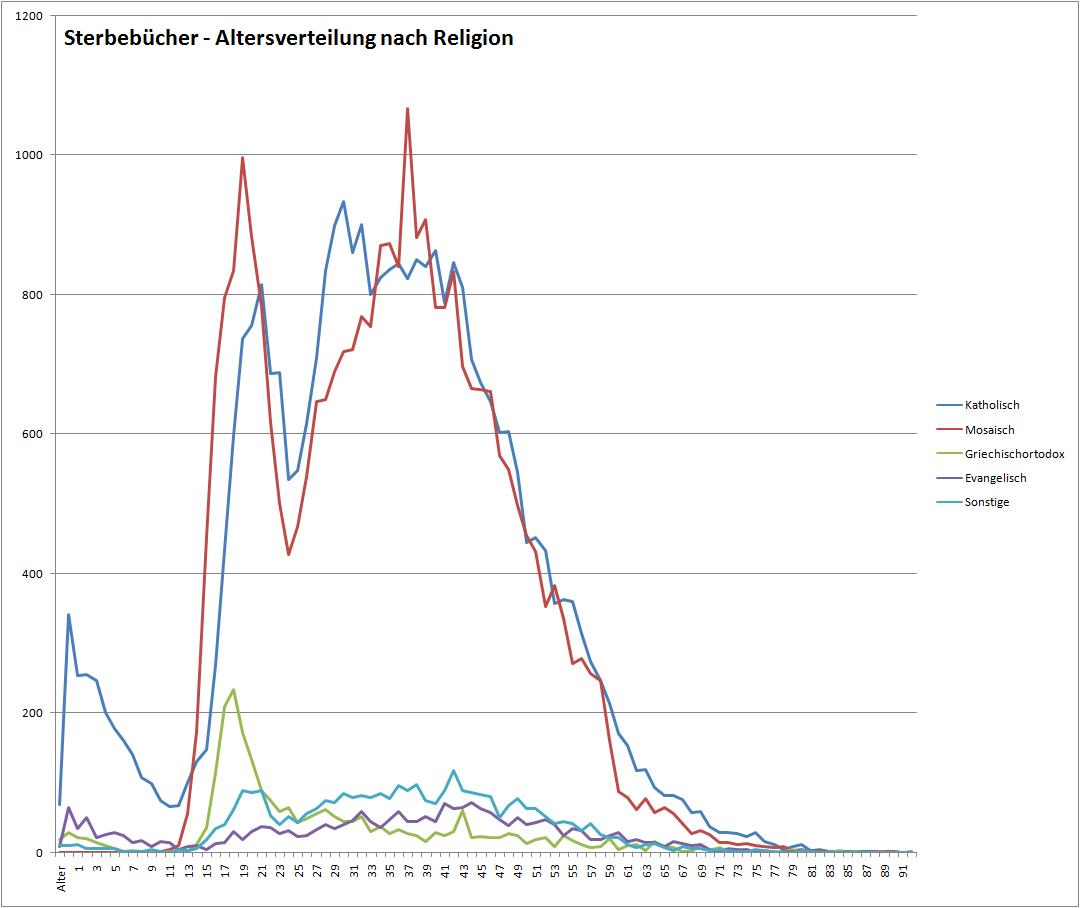
Daten der Sterbebücher: Altersverteilung nach Religionszugehörigkeit

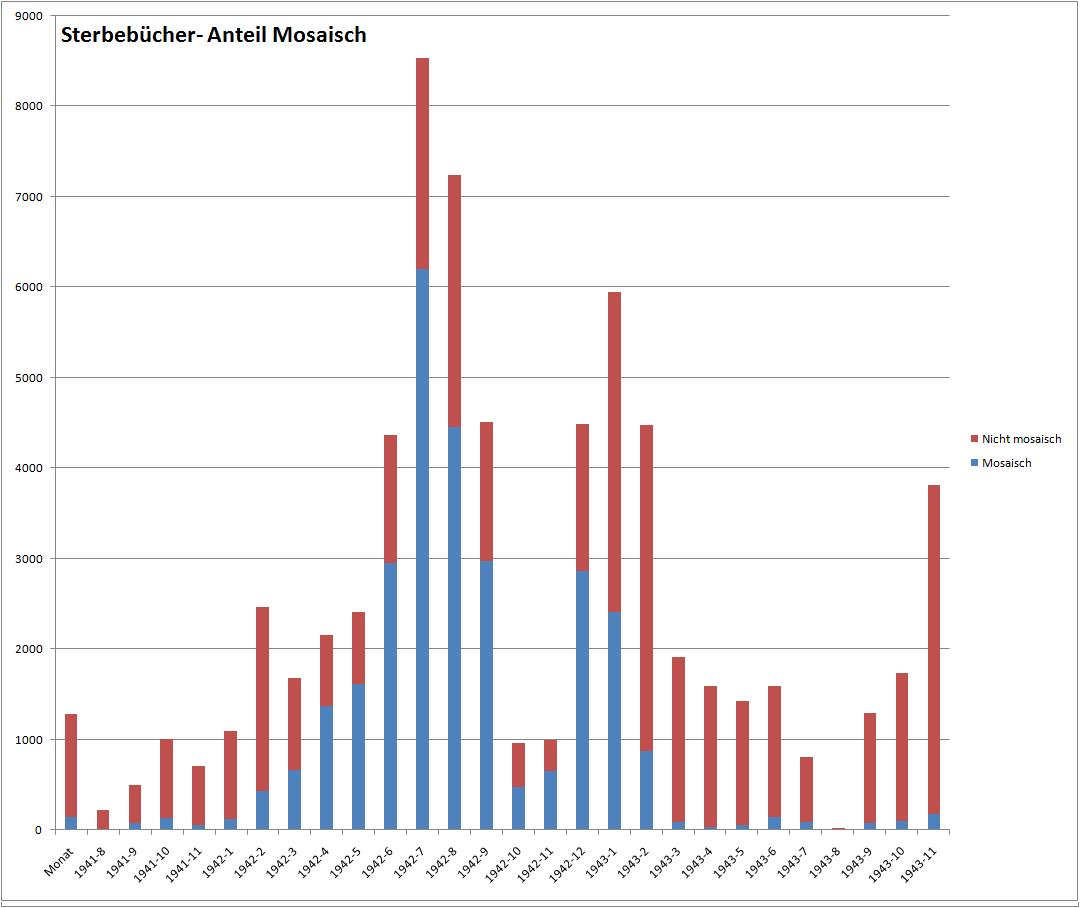
Daten der Sterbebücher: Religionszugehörigkeit nach Monaten